# Wolfgang Kapp
Wolfgang Kapp (ur. 24 lipca 1858 w Nowym Jorku, zm. 12 czerwca 1922 w Lipsku) – pruski urzędnik państwowy oraz dziennikarz. Był radykalnym nacjonalistą oraz przywódcą tzw. puczu Kappa-Lüttwitza.

## Młodość
Ojciec Kappa, Friedrich Kapp, był politycznym aktywistą, a późnej posłem do Reichstagu z ramienia Partii Narodowoliberalnej. Po nieudanej rewolucji z 1848 roku uciekł do Ameryki. W ten oto sposób Wolfgang Kapp przyszedł na świat w Nowym Jorku. W roku 1870 rodzina Kappów wróciła jednak do Niemiec, a młody Wolfgang Kapp kontynuował edukację w berlińskim Friedrich-Wilhelms-Gymnasium. W roku 1884 poślubił Margarete Rosenow. Para miała troje dzieci. Poprzez rodzinę żony, Kapp zdobył powiązania z politykami konserwatywnymi. W roku 1886 ukończył studia prawnicze w Tybindze i w tym samym roku został zatrudniony w Ministerstwie Finansów.

## Aktywista polityczny
Kapp był aktywny politycznie podczas I wojny światowej. Wczesnym latem roku 1916 napisał potajemnie pamflet krytykujący niemiecką politykę zagraniczną oraz wewnętrzną rządu kanclerza Bethmanna Hollwega. W roku 1917 razem Alfredem von Tirpitzem założył Niemiecką Partię Ojczyźnianą (Deutsche Vaterlandspartei), której wkrótce został przywódcą. W następnym roku stał się jedną z bardziej wpływowych postaci niemieckiej prawicy – w jednym szeregu z generałem Ludendorffem, który założył Unię Narodową (Nationale Vereinigung) – prawe skrzydło, opowiadające się za kontrrewolucją i utworzeniem konserwatywnego militarystycznego rządu. Nie był to jednak ruch dążący do restauracji monarchii. Cesarz bowiem uległ amerykańskiej perswazji i na początku listopada udał się na emigrację do Holandii niedaleko Utrechtu. W następnym, 1919 roku, który dał początek tzw. Republice Weimarskiej, Kapp został członkiem Niemieckiej Niemieckiej Narodowej Partii Ludowej (Deutschnationale Volkspartei, DNVP).
Porażka Niemiec w I wojnie światowej była według nacjonalistów zdradą i upokorzeniem. Kapp był propagatorem tzw. legendy o ciosie w plecy i zaciekłym krytykiem traktatu wersalskiego. W roku 1919 został wybrany do Reichstagu jako przedstawiciel monarchistów.

## Pucz Kappa-Lüttwitza
W marcu 1920 roku Hermann Ehrhardt, przywódca Freikorpsów, znanych także jako Brygada Ehrhardta, próbował obalić rząd Republiki Weimarskiej poprzez marsz na Berlin, okupację stolicy i osadzenie siłą przy władzy nowego rządu. Jako marionetkowego kandydata na kanclerza wybrał Wolfganga Kappa, polityka nacjonalistycznego, skrajnie prawicowego. Generał baron Walther von Lüttwitz, dowodzący w tamtym czasie wojskiem na obszarze Berlina, wspierał pucz własnymi żołnierzami. Regularna armia, pod komendą generała von Seeckta stała bezczynnie i dopiero zmasowane uderzenie zjednoczonych związków zawodowych przywróciło rząd republikański. Gdy pucz został obalony, Kappa zmuszono do opuszczenia Niemiec. Udało mu się znaleźć azyl polityczny w Szwecji.
Po dwóch latach na wygnaniu, wrócił do Niemiec w kwietniu 1922 roku. Zmarł wkrótce po tym na raka w Lipsku.